# Contigo Navarra
Zurekin Nafarroa
Contigo Navarra (en basque : Zurekin Nafarroa, en français : « Avec toi, (la) Navarre ») est une coalition électorale de gauche constituée dans la perspective des élections du 28 mai 2023 au Parlement de Navarre.

## Historique
Podemos, Izquierda Unida et Batzarre s'entendent, le 16 novembre 2021, sur le principe d'une candidature commune aux prochaines élections régionales en Navarre, prévues le 28 mai 2023. Le 11 juin 2022, ils concluent un pré-accord qui réserve la tête de liste à Podemos, et s'étend aux élections municipales prévues le même jour, puisque Batzarre obtient la première place à Pampelune.
L'accord de coalition est signé le 2 juillet suivant. À cette occasion, les partis révèlent que leur alliance portera le nom de « Contigo Navarra » et qu'elle concernera aussi la ville de Tudela, où IU obtient la tête de liste. Le 4 novembre, la coordonnatrice de Podemos dans la communauté autonome, Begoña Alfaro, est désignée par les adhérents de son parti cheffe de file électorale, étant la seule candidate en lice.
L’alliance est rejoint par l’Alianza Verde le 12 décembre puis par Verdes Equo le 29 mars ,.

## Partis membres
| Formation | Formation       | Formation   | Idéologie                                           |
| --------- | --------------- | ----------- | --------------------------------------------------- |
|           | Alianza Verde   | AV          | Écologisme, écosocialisme                           |
|           | Batzarre        | Batzarre    | Gauche abertzale, socialisme                        |
|           | Izquierda Unida | IUN-NEB     | Communisme, socialisme démocratique, républicanisme |
|           | Podemos         | Podemos     | Socialisme démocratique, féminisme, populisme       |
|           | Verdes Equo     | Verdes Equo | Écologisme, écoféminisme, social-démocratie         |

## Résultats électoraux

### Parlement de Navarre
| Année | Chef de file  | Voix   | %    | #  | Sièges | Gouvernement |
| ----- | ------------- | ------ | ---- | -- | ------ | ------------ |
| 2023  | Begoña Alfaro | 20 095 | 6,09 | 6e | 3 / 50 | Chivite II   |